# 밀회 (1945년 영화)
《밀회》(영어: Brief Encounter)는 1945년 개봉된 영국의 로맨틱 드라마 영화이다. 데이비드 린이 감독과 공동각본을 맡았다. 노엘 코워드의 희곡 Still Life 가 영화의 원작이며, 원작자인 노엘이 영화의 각본에도 참여했다. 1946 칸 영화제 황금종려상 수상작이며, 1952년 사이트 & 사운드 선정 세계 영화 베스트 10위를 한 작품이다.

## 내용
어떤 시골 도시의 중류 가정의 평범한 중년 주부(존슨)가 매주 목요일에 기차로 가까운 도시에 쇼핑을 가는데 거기서 우연히 알게 된 역시 아내가 있는 어떤 중년의 의사(하워드)와 사랑에 빠진다. 두 사람은 매주 한 번씩의 짧은 밀회를 거듭하며 차차 서로 뜨거운 사랑에 빠진다. 그러나 사려도 분별도 있는 두 사람은 드디어 한 선을 넘지는 못하고 어느 날 깨끗이 헤어진다.

## 감상
연애 심리극 영화의 최고 걸작의 하나일 것이다. 데이비드 린 감독은 노엘 카워드의 원작과 두 명배우를 얻어 어디까지나 섬세한 영상(映像)을 쌓아올려 드물게 보는 진실미가 넘치는 연애를 그렸다.
여주인공의 내심의 나레이션에 의한 심리 분석, 현재로부터 과거로 자유로이 비약하는 커트 백, 그리고 명암(明暗)이 선명한 구도(構圖) 안에 떠오르는 사랑의 환희와 비애, 한가로운 일상적인 기분과 죄의식이나 나이에도 어울리지 않는 사랑의 부끄러움으로 흐트러진 절박한 감정 따위의 콘트라스트는 커팅의 묘미로 정치(精緻)를 다한 것이었다.

## 출연

### 주연
- 셀리아 존슨
- 트레버 하워드

### 조연
- 스탠리 할로웨이
- 조이스 캐리
- 시릴 레이몬드
- 에버리 그레그
- 마가렛 바튼
- 데니스 하킨
- 발렌틴 다이얼
- 마조리 마스
- 아이린 핸들

## 기타
- 원작자: 노엘 카워드